# Temple mormon de Sacramento
Le temple mormon de Sacramento est un temple de l’Église de Jésus-Christ des saints des derniers jours situé à Sacramento, la capitale de l’État de Californie, aux États-Unis. Il a été inauguré le 3 septembre 2006.